# 9時45分発、普通列車

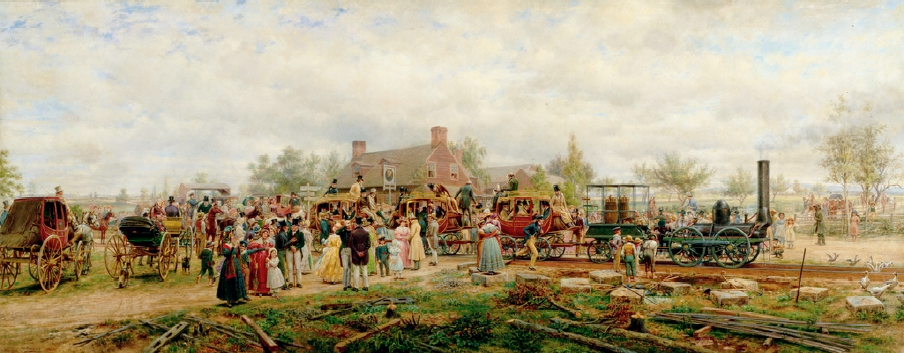
エドワード・ラムソン・ヘンリー作、1831年のモホーク・アンド・ハドソン鉄道の最初の列車 (1892/1893)

『9時45分発、普通列車』（9じ45ふんはつ、ふつうれっしゃ、英語: The 9:45 Accommodation）は、アメリカ合衆国の画家、エドワード・ラムソン・ヘンリー（1841-1919）が、1867年に描いた油絵である。ニューヨークのメトロポリタン美術館に収蔵されている。

## 概要
エドワード・ラムソン・ヘンリーは鉄道を含む乗り物の絵を多く描いた画家である。1864年に木製パネルに油彩で、少しサイズの小さいオリジナルの『9時45分発、普通列車』（31.75cm×50.8 cm）を描いた。その作品は現在、フロリダ州オレンジ郡のウィンターパーク（Winter Park）のチャールズ・ホーマー・モース・アメリカン・アート美術館（Charles Hosmer Morse Museum of American Art）に収蔵されている。メトロポリタン美術館のヴァージョンは、キャンバスに描かれた油絵で、1867年に描かれた。1839年に発足したニュージャージー・セントラル鉄道の社長で美術収集家のジョン・テイラー・ジョンストン（John Taylor Johnston: 1820–1893)からの注文で描かれた。ジョンストンは1870年にメトロポリタン美術館の初代館長となった人物であった。 
メトロポリタン美術館によれば当時の鉄道駅は統一された形状で作られていたためこの絵が描かれた場所は不明であるとされ、実際にある駅の風景であるか、エドワード・ラムソン・ヘンリーがいろいろな駅の風景を組み合わせた風景かも不明である。

## 蒸気機関車を描いた絵画作品

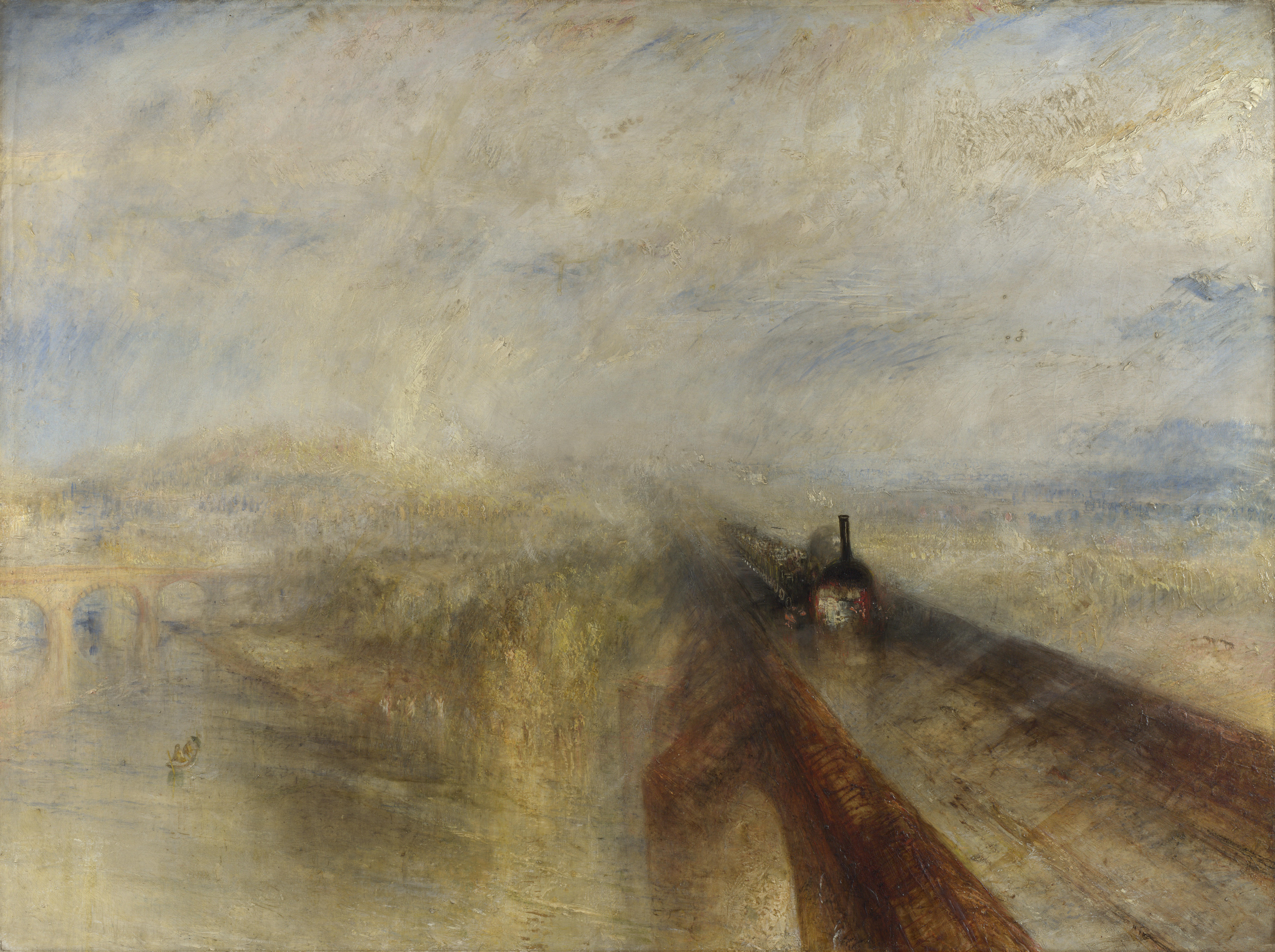
J.M.W.ターナ 『雨、蒸気、速度――グレート・ウェスタン鉄道』(1844)
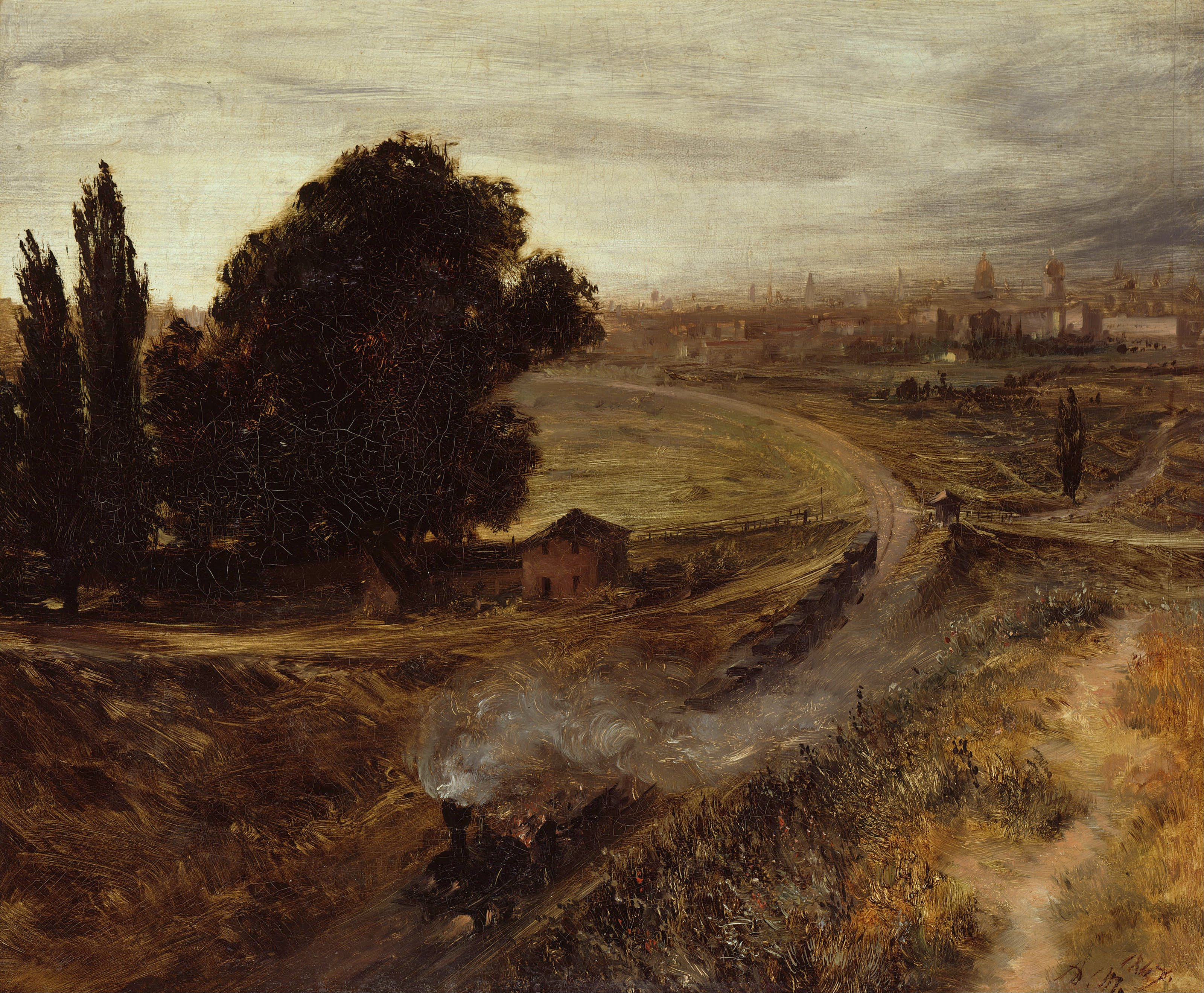
アドルフ・フォン・メンツェル 『ベルリン＝ポツダム鉄道』(1847)
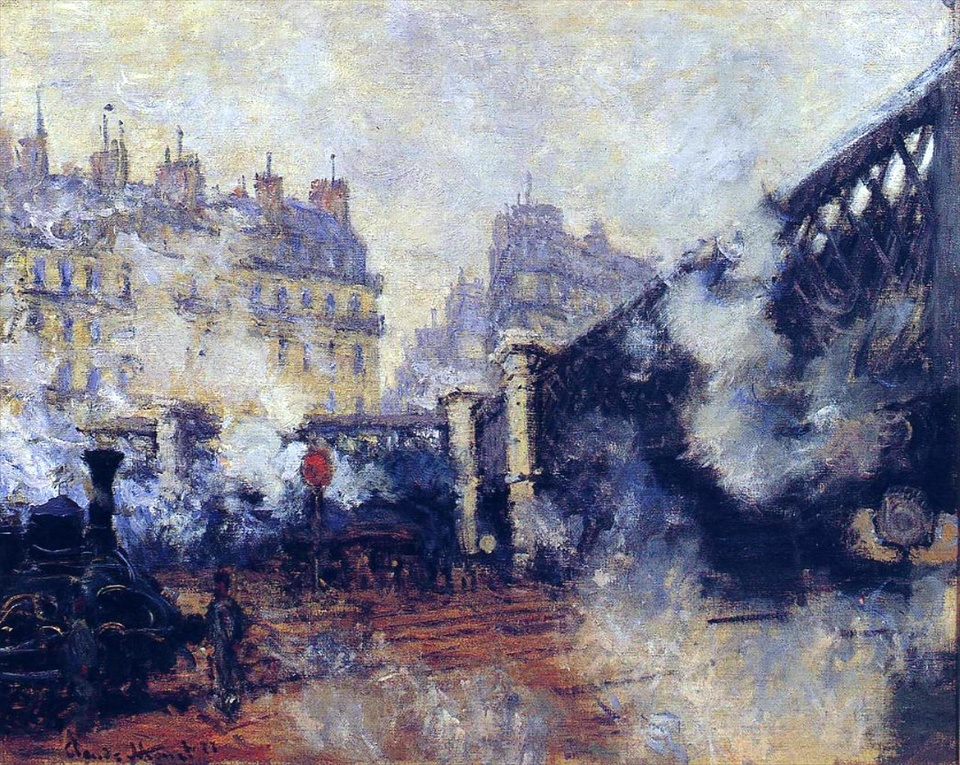
クロード・モネ 『ヨーロッパ橋、サン＝ラザール駅』(1877)